# Fort Prud'Homme
Fort Prudhomme è stata una fortificazione in palizzata costruita nel 1682 dalla spedizione di René Robert Cavelier de La Salle, nell'attuale territorio del Tennessee. Il forte servì da rifugio al gruppo di esploratori durante la ricerca di un membro della spedizione, il fabbro Pierre Prudhomme, il quale venne disperso durante una battuta di caccia.